# LiK (Literaturzeitung)
LiK, Literatur in Köln, war eine von 1974 bis 1990 in unregelmäßiger Folge von der Stadtbücherei Köln herausgegebene Literaturzeitung. Jede Ausgabe stellte einen Kölner Autor oder eine Autorin mit Informationen zu Person und Werk vor. Eine Bibliografie aller Veröffentlichungen von und über den Autor sowie noch unveröffentlichte Texte, Abbildungen und Manuskripte boten einen anschaulichen Blick in seine Schreibwerkstatt.

## Geschichte
Anfang der 1970er Jahre plante der damalige Direktor Horst-Johannes Tümmers eine „kleine wanderausstellung kölner autoren“ in den Zweigstellen der Stadtbibliothek. Die Stadtbibliothek Köln war damals ein System von Büchereien: 19 Zweigstellen, 5 Sonderbüchereien, 4 Autobüchereien mit 57 Haltepunkten und eine zentrale Verwaltung. Helmut Schmidt Rhen, seit 1971 mit der Entwicklung eines neuen visuellen Erscheinungsbildes für die Stadtbücherei Köln beauftragt, schlug dem Direktor statt einer Ausstellung eine „wandzeitung“ vor, ein gedrucktes Medium, das auch für Autoren attraktiv sein würde. Schmidt Rhen rückblickend über LiK: „so entstand LiK – ein vitaler medienverbund – inzwischen eine bibliophile rarität.“

## Redaktion und Vertrieb
Die Redaktion lag in den Händen von Uta Biedermann, Ernst Schmitt und Horst-Johannes Tümmers. LiK erschien in einer Auflage von 2000 bis 3000 Exemplaren. Um einen großen Leserkreis zu erreichen und die Bibliotheksbesucher mit der Kölner Literaturlandschaft vertraut zu machen, wurde LiK kostenlos in allen Stadtteilbibliotheken ausgelegt.

## Gestaltung und Herstellung
Konzipiert und gestaltet wurde LiK von Helmut Schmidt Rhen. Das geschlossene Format lag bei 44 × 34 cm. Gedruckt wurde einfarbig schwarz im offenen Format 44 × 68 cm auf senfgelbem Werkdruckpapier, das für Aufmerksamkeit sorgte. Der Umfang je Ausgabe lag bei 6 bis 12 Seiten. Um die Fotosatzkosten zu sparen, wurde der Text nach den typografischen Vorgaben von Schmidt Rhen auf einer Schreibmaschine getippt und zu Aufsichtsvorlagen für den Druck montiert. Aus dem in der Regel konstanten „Zeitungskopf“, machte Schmidt Rhen ein zentrales, markantes und variables Gestaltungselement. Die Buchstaben L, i und K wurden in drei immer wechselnden Schriften, Schriftschnitten und Schriftlagen gesetzt.
Beim Wettbewerb „Grafik Design Deutschland 1978“ wurde die Gestaltung der Literaturzeitung ausgezeichnet und die 11. Internationale Biennale für Gebrauchsgrafik in Brno, CSSR, verlieh 1984 eine Silbermedaille für LiK.

## Ausgaben
- 5 Ausgaben LiK mit dem variablen Zeitungskopf, Gestaltung: Helmut Schmidt Rhen, 1975–1982LiK 01/1974: Manfred Franke
- LiK 02/1974: Anne Dorn
- LiK 03/1975: Otto Bruees
- LiK 04/1975: Fred Viebahn
- LiK 05/1975: Dieter Wellershoff
- LiK 06/1976: Vilma Sturm
- LiK 07/1976: Dieter Kühn
- LiK 08/1977: Heinrich Böll
- LiK 09/1978: Ernst Bertram
- LiK 10/1979: Hans Bender
- LiK 11/1980: Irmgard Keun
- LiK 12/1980: Hilde Domin
- LiK 13/1982: Ludwig Mathar
- LiK 14/1982: Walter Fabian
- LiK 15/1983: Wilhelm Unger
- LiK 16/1984: Jürgen Becker
- LiK 17/1985: Wolfgang Schiffer
- LiK 18/1985: Heinrich-Böll-Preis

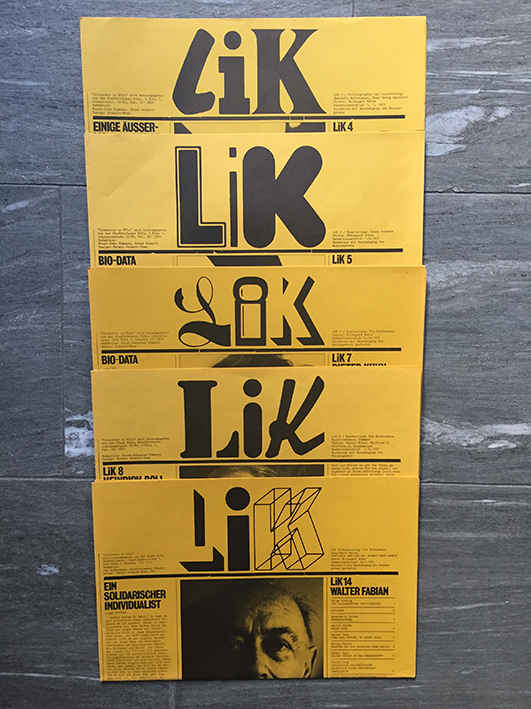
5 Ausgaben LiK mit dem variablen Zeitungskopf, Gestaltung: Helmut Schmidt Rhen, 1975–1982

- LiK 19/nicht erschienen: Raissa Orlowa/Lew Kopelew
- LiK 20/1990: 100 Jahre Stadtbücherei Köln, Sonderausgabe

## Fortsetzung
Seit 2013 erlebt LiK eine Fortsetzung. Herausgegeben von der Stadtbibliothek Köln im Verlag der Buchhandlung Klaus Bittner erschienen bisher sechs Ausgaben. Betreut wird die Publikationsreihe von Gabriele Ewenz, der Leiterin der Archive Literatur-in-Köln und Heinrich-Böll.

### Bisher erschienene Ausgaben
- lik 01: In der Stadt, wo du lebst – Hans Bender in Köln, 2013.
- lik 02: Jedes Buch hat ein Gesicht. Heinrich Böll, Heinz Friedrich und Celestino Piatti, 2015.
- lik 03: Dieter Wellershoff: Die ungeheure Vielfalt der Welt festhalten, 2015.
- lik 04: Jürgen Becker: Lokalseiten. Hrsg. von Stadtbibliothek Köln, 2017.
- lik 05: Wie Kunst entsteht, wird immer ein Geheimnis bleiben. Heinrich Böll und die Bildende Kunst, 2019.
- lik 06: Ulla Hahn: „…wie die Steine am Rhein“. Über Geborgenheit, Heimat und Sprache, 2021.[4]